# Dudley Sutton
Dudley Sutton (Kingston, 1933. április 6. – London-Clapham, 2018. szeptember 15.) angol színész.

## Fontosabb filmjei
- Emlékezetes éjszaka (A Nigth to Remeber) (1958)
- The Boys (1962)
- Z Cars (1963–1974, tv-sorozat, hat epizódban)
- A bőrkabátos fiúk (The Leather Boys) (1964)
- Az Angyal (The Saint) (1964, tv-sorozat, egy epizódban)
- Velejéig romlott (Rotten to the Core) (1965)
- Department S (1969, tv-sorozat, egy epizódban)
- Bűnszövetkezet (Crossplot) (1969)
- A sétabot (The Walking Stick) (1970)
- Még egyszer (One More Time) (1970)
- A pokol városa (A Town Called Bastard) (1971)
- Ördögök (The Devils) (1971)
- Madame Sin (1972)
- Casanova (Il Casanova di Federico Fellini) (1976)
- A rózsaszín párduc újra lecsap (The Pink Panther Strikes Again) (1976)
- Koldus és királyfi (The Prince and the Pauper) (1977)
- A nagy álom (The Big Sleep) (1978)
- Rémségek szigete (The Island) (1980)
- Különös évforduló (George and Mildred) (1980)
- Hazug angyal (Brimstone and Treacle) (1982)
- Lovejoy (1986–1994, tv-sorozat, 70 epizódban)
- Szivárvány (The Rainbow) (1989)
- II. Edward (Edward II) (1991)
- Orlando (1992)
- Inkognitó (Incognito) (1997)
- The Tichborne Claimant (1998)
- Gyilkosság a villában (Up at the Villa) (2000)
- Viktória és Albert (Victoria & Albert) (2001, tv-film)
- Dal egy agyonvert fiúért (Song for Raggy Boy) (2003)
- Futball faktor (The Football Factory) (2004)
- EastEnders (2004, tv-sorozat, 18 epizódban)
- Adunk a kultúrának (Irish Jam) (2006)
- Út a szívhez (Dean Spanley) (2008)